# Finlands försvarsmakt
Finlands försvarsmakt (finsk: Suomen puolustusvoimat) er en militær organisation, som har til opgave at forsvare finsk territorium. Ved at opretholde et effektivt militært forsvar vil man afskrække et angreb mod Finland.
Grænse- og kystvagten hører under Indenrigsministeriet, men kan ved en særlig beslutning sættes under militær kommando.

## Forsvarets historie
Det finske forsvar er oprettet i sin nuværende form i 1918. Militæret har dog rødder langt tilbage i historien, således deltog finske enheder i Trediveårskrigen.

## Forsvarets organisation
Forsvaret er opdelt i de tre værn; hæren (Suomen maavoimat/Armén), flåden (Suomen merivoimat/Marinen) og luftvåbnet (Suomen ilmavoimat/Flygvapnet)
Siden 2008 varetages forsvarsmagtens forvaltning af fire militære len. Det er Norra Finlands militärlän, Västra Finlands militärlän, Östra Finlands militärlän og Södra Finlands militärlän.